# 酒壶
酒壺是一種裝酒的壺具，有大小的差別，小酒壺通常設計用來便於攜帶，屬於扁壺的造型，一隻手可握，有緊密的瓶塞設計；用來盛裝烈酒居多。大酒壺在英語中叫Flagon，通常設計有把手、注口和蓋子，用來盛裝葡萄酒居多。
酒壺的歷史相當久，可說是人類釀酒之後，就有酒壺，在一些沙漠地區，攜帶用的酒壺可能為皮製，而在一些富裕的地區，大酒壺往往裝飾的相當精緻。目前在世界許多博物館中，都有收藏古老的酒壺。材質從陶土到金屬都有，是重要的觀賞品。

## 相關連結
- 用google看各種大酒壺的照片 （页面存档备份，存于）